# Gare d'Oisy-le-Verger
La gare d'Oisy-le-Verger est une gare ferroviaire française (fermée) de la ligne de Saint-Just-en-Chaussée à Douai, située sur le territoire de la commune d'Aubencheul-au-Bac (département du Nord), à proximité d'Oisy-le-Verger (département du Pas-de-Calais), en région Hauts-de-France.
C'était une halte voyageurs de la Société nationale des chemins de fer français (SNCF).

## Situation ferroviaire
Établie à 43 mètres d'altitude, la halte fermée d'Oisy-le-Verger (PN 171) est située au point kilométrique (PK) 207,481 de la ligne de Saint-Just-en-Chaussée à Douai, entre les gares de Fressies (fermée) et d'Aubigny-au-Bac (ouverte).

## Histoire
En 1907, le conseiller général Hary, émet un vœu pour que soit installée une « marquise avec abri sur les voies montantes et descendante de la halte d'Oissy-le-Verger ». Cette demande est renouvelée pendant plusieurs années : en avril 1908, l'argumentaire repose sur le fait d'une importante augmentation de l'utilisation de la halte depuis la création de trains ouvriers ; en 1913, c'est une demande de « transformation en gare » justifiée par le fait que le transit quotidien est de « 150 à 200 voyageurs ».
En janvier 1930, le conseiller Bachelet, demande, en raison d'un vœu du conseil municipal, l'arrêt à la halte du train qui part de Cambrai à 6 h 28 pour arriver à Douai à 7 h 12, pour éviter que 25 voyageurs, habitant à proximité, ne soient obligés d'aller à la gare d'Aubigny-au-Bac ou à celle d'Arleux pour se rendre à leur travail à Douai. En avril 1930, c'est le conseiller Deleplace qui émet un vœu, moins ambitieux que ceux des années 1900-1910, pour la construction d'un abri sur le quai. L'argument est que les voyageurs, toujours nombreux, ne sont pas à l'abri des intempéries lorsqu'ils attendent le train pour se rendre à leur travail, et que « cette situation suscite, de la part des usagers de la voie, les plus légitimes réclamations ».

## Patrimoine ferroviaire
En 2013, le quai et le bâtiment de garde utilisé par la halte sont toujours présents sur le site du passage à niveau no 171.